# Leucostoma
Genre

Leucostoma est un genre de champignons ascomycètes de la famille des Valsaceae

## Liste d'espèces
Selon Catalogue of Life (24 mars 2017) :
- Leucostoma amphibola (Sacc.) Höhn., 1928
- Leucostoma auerswaldii (Nitschke) Höhn., 1928
- Leucostoma curreyi (Nitschke) Défago, 1942
- Leucostoma excipienda (P. Karst.) Lar.N. Vassiljeva, 2008
- Leucostoma kuduerense J.Y. Yuan, 1989
- Leucostoma kunzei (Kunze) Munk ex H. Kern, 1955
- Leucostoma mangiferae Sathe & Vaidya, 1982
- Leucostoma massarianum (De Not.) Höhn., 1917
- Leucostoma parapersoonii G.C. Adams, Surve-Iyer & Iezzoni, 2002
- Leucostoma persoonii (Nitschke) Höhn., 1928
- Leucostoma pseudoniveum Lar.N. Vassiljeva, 2008
- Leucostoma sequoiae Bonar, 1928
- Leucostoma translucens (De Not.) Höhn., 1928

Selon Index Fungorum (24 mars 2017) :
- Leucostoma amphibola (Sacc.) Höhn. 1928
- Leucostoma auerswaldii (Nitschke) Höhn. 1928
- Leucostoma curreyi (Nitschke) Défago 1942
- Leucostoma excipienda (P. Karst.) Lar.N. Vassiljeva 2008
- Leucostoma kuduerense J.Y. Yuan 1989
- Leucostoma kunzei (Kunze) Munk 1953
- Leucostoma kunzei (Kunze) Munk ex H. Kern 1955
- Leucostoma mangiferae Sathe & Vaidya 1982
- Leucostoma massarianum (De Not.) Höhn. 1917
- Leucostoma parapersoonii G.C. Adams, Surve-Iyer & Iezzoni 2002
- Leucostoma persoonii (Nitschke) Höhn. 1928
- Leucostoma pseudoniveum Lar.N. Vassiljeva 2008
- Leucostoma sequoiae Bonar 1928
- Leucostoma translucens (De Not.) Höhn. 1928